# ちぇりーそふと
ちぇりーそふと（Cherry soft、Cherry Soft）とは、かつて存在したアダルトゲームのメーカーである。同名のブランドを展開していた。株式会社ちぇりーそふとは1998年に設立され、同年に『永遠の都』を発売し、十数作品を世に出した後、最後の作品『KYRIE ブラッドロイヤル3』を2004年1月に発売。その後、親会社の株式会社アグリーに吸収合併された。2004年に一部のスタッフが独立し、株式会社アート（ブランド名Art）を設立した。その他、スタッフだった原画家葵羽鳥の設立した「Cronus」など、姉妹ブランドがいくつかある。
作品全般に、あきらとちゅんくが関わった。特に、あきらはちぇりーそふとの全作品のメイン原画を担当していた。

## 作品一覧
- 永遠の都（1998年10月3日発売）
- ヒロイン
- Promise
- BLOOD ROYAL
- 鬼門妖異譚
- Unbalance
- EXILE ブラッドロイヤル2
- DOUBLE
- Darling
- Sky
- CRAVE×10
- neige+永遠の都
- 月光に濡れる教室で、僕は。
- 愛してナイチンゲール
- 鬼門妖異譚+DOUBLE
- KYRIE ブラッドロイヤル3（2004年1月30日発売）